# São Gotardo (kommun)
São Gotardo är en kommun i Brasilien.   Den ligger i delstaten Minas Gerais, i den sydöstra delen av landet, 400 km sydost om huvudstaden Brasília. Antalet invånare är 31 807.
Följande samhällen finns i São Gotardo:
- São Gotardo

Omgivningarna runt São Gotardo är huvudsakligen savann. Runt São Gotardo är det ganska tätbefolkat, med 80 invånare per kvadratkilometer.